# Нерчинськ
Не́рчинськ (рос. Нерчинск) — місто в Росії, адміністративний центр Нерчинського району та Нерчинського міського поселення Забайкальського краю.

## Географія
Місто розташоване на лівому березі річки Нерча, за 7 км від її впадіння в Шилку (басейн Амуру) і за 335 км на схід від Чити автошляхом Р297 «Амур» та за 5 км від залізничної станції Приіскова на Транссибірській магістралі.

## Історія
Засновано у 1653 році Єнісейським воєводою А. Пашковим за назвою Нерчинський острог. У 1689 році тут був укладений Нерчинський договір з Китаєм. У 1664—1773 роках біля Нерчинська існував Нерчинський Успенський монастир — перший у Забайкаллі й найсхідніший монастир Росії у XVII — початку XVIII століть. 
У серпні 1689 року у Нерчинську  відбулися перемовини делегацій Петра І та імператора Кансі, який очолював династію Цін. Посланець імператора Кансі, міністр Сонготу, висунув вимогу: провести кордон так, щоб до Китаю відходили не лише Приамур'я з Албазином але і все Тихоокеанське узбережжя Сибіру аж до Чукотки, тобто до мису Дєжньова (або мис Чжена Хе у китайській інтерпретації). Тоді, через мовний бар'єр й непорозуміння придворного церемоніалу і діловодства, кожна сторона залишилася при своїй думці, що привезли вигідний договір, хоча жодна не погодилася на територіальні поступки. 
У 1860 році, скориставшись зі слабкості династії Цін, яка зазнала дошкульних поразок в Опійних війнах, російські дипломати домоглися підписання договору, за яким імператор визнавав за Росією землі на північ від річки Амур і на схід від Уссурі. Росія, пообіцявши посередництво у переговорах з Великою Британією та Францією, звісно обманом, виманила землі, на яких заснувала порт Хайшеньвей (нині — Владивосток — свій форпост на Тихому океані. 

Питання цих договорів постійно виникає, коли розмова заходить про «російсько-китайську дружбу». У 1964 році Мао Цзедун в розмові з японськими соціалістами, яку вони потім розказали пресі, сказав таке: 
|  | У Радянського Союзу і без того територія вже занадто велика, понад 20 млн км². Населення ж складає лише 200 млн. У вас, японців, населення більше 100 млн, а площа території лише 370 тис. км². Понад 100 років тому вони відрізали землі на схід від Байкалу, включаючи і Болі, і Хайшеньвей, і півострів Камчатку. Вони нам за це так і не заплатили». |

Нерчинськ — частина пенетенціарної системи Російської імперії, основне у Східному Сибіру місце відбування покарання засуджених до каторжних робіт. Сама каторга перебувала в Нерчинському гірському окрузі Забайкалля.

## Населення
Населення — 14 959 осіб (2010), 15 748 осіб (2002), 14 648 осіб (2022)).